# Toei série 6500
La série 6500 (6500形, 6500-gata) du Bureau des Transports de la Métropole de Tokyo (Toei) est un type de rame automotrice exploitée depuis 2022 sur la ligne Mita du métro de Tokyo au Japon.

## Description
Les rames série 6500 sont composées de 8 voitures avec chacune 4 paires de portes.
L'espace voyageurs se compose de banquettes longitudinales. Des sièges prioritaires sont installés aux extrémités des voitures.

## Histoire
Les premières rames sont entrées en service le 14 mai 2022. La série remporte un Good Design Award la même année.

## Services
Affectées à la ligne de métro Mita, les rames circulent également sur la ligne Tōkyū Meguro interconnectée à Meguro.

## Galerie photos

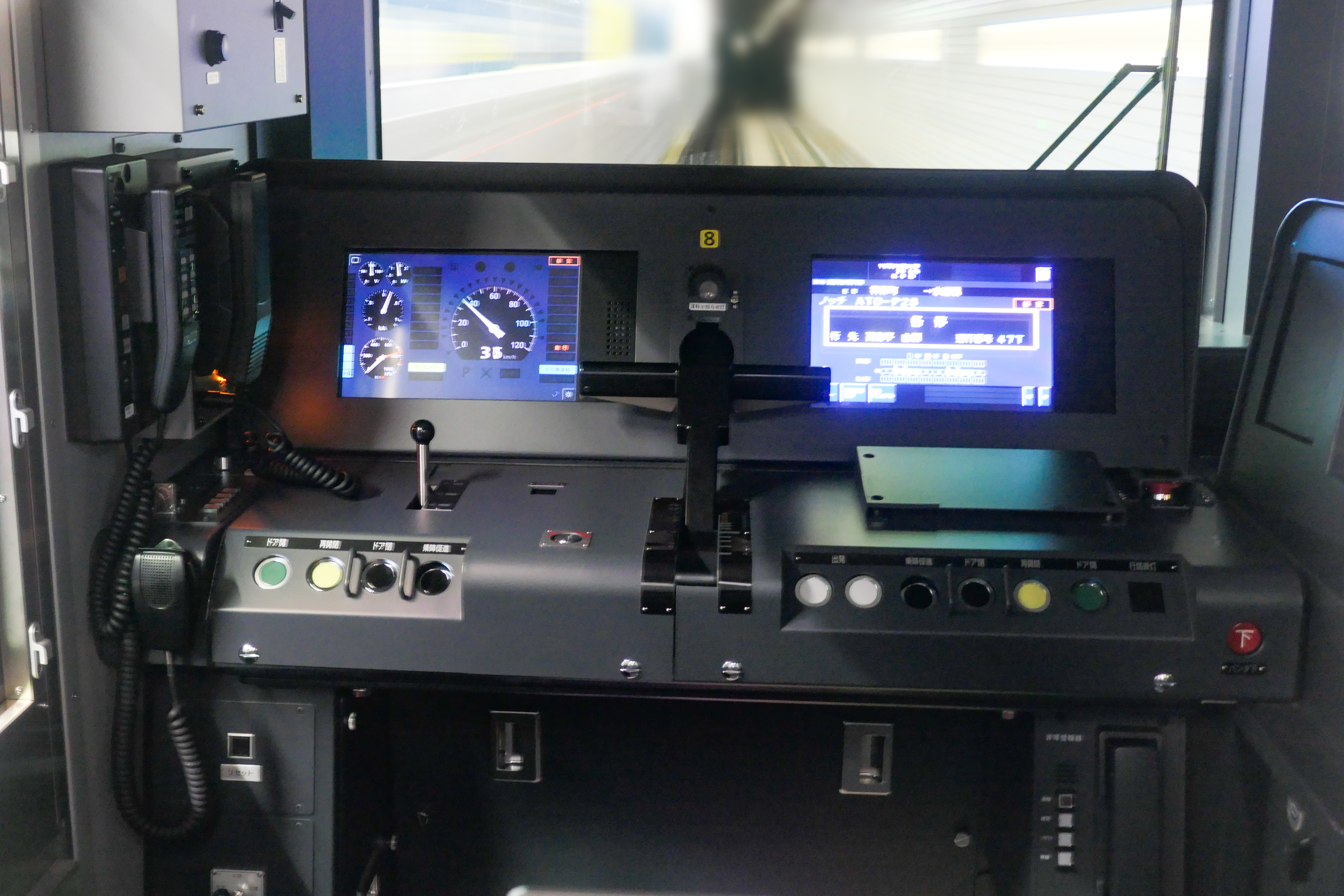
Cabine de conduite.
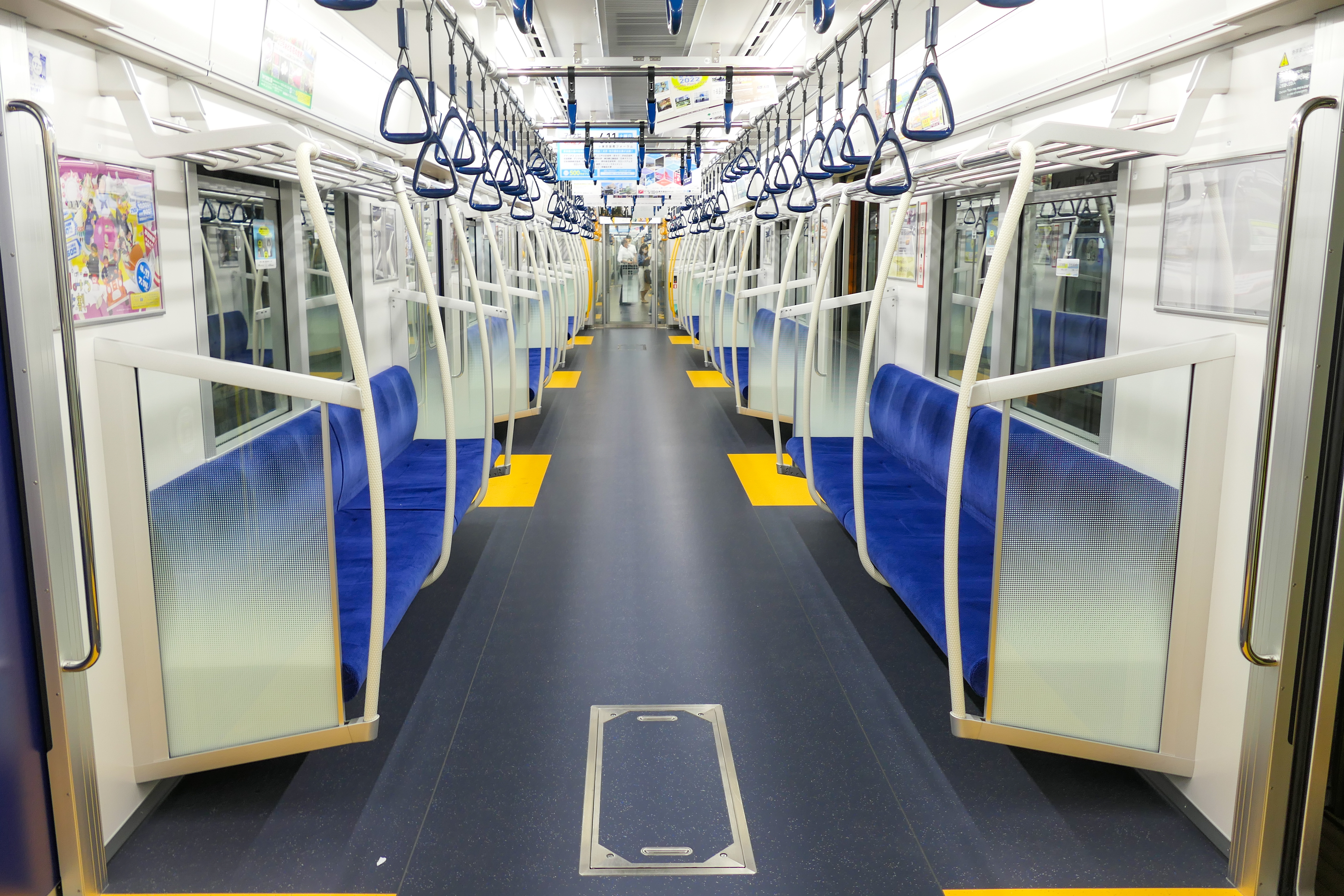
Intérieur de la rame.
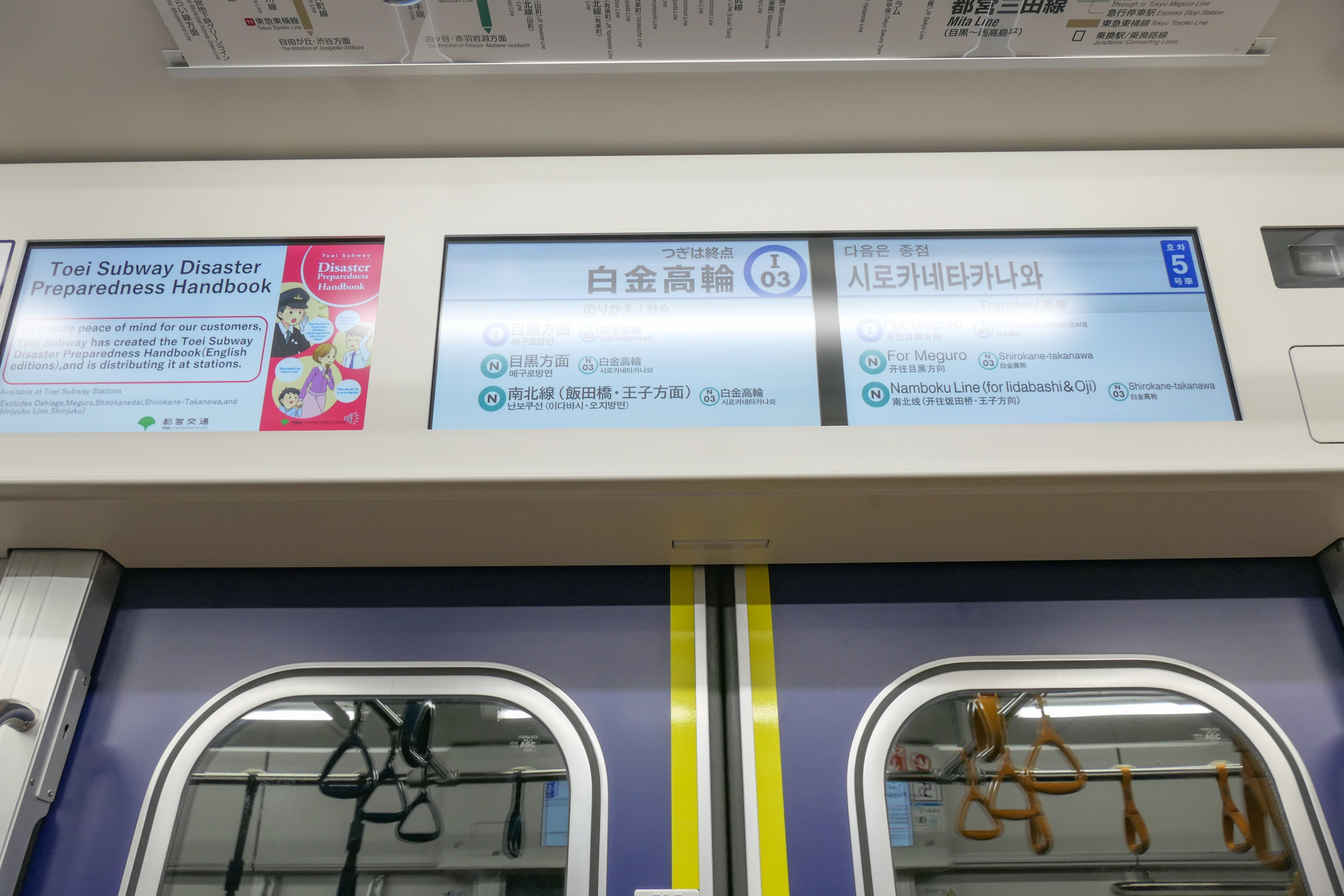
Ecrans d'information voyageurs.